# 찬란한 내 인생
《찬란한 내 인생》은 2020년 6월 29일부터 2021년 1월 8일까지 방영된 MBC 일일 드라마이다.

## 방송 시간
| 방송 채널 | 방송 기간 | 방송 시간                  | 방송 분량 |
| --------- | --- | -------------------------- | --------- |
| MBC TV    | 2020년 6월 29일 ~ 2020년 9월 11일 [1회~53회] (본방송) | 매주 평일 저녁 7:20 ~ 7:55 | 35분      |
| MBC TV    | 2020년 9월 14일 ~ 2021년 1월 1일 [54회~122회] (본방송) | 매주 평일 저녁 7:15 ~ 7:50 | 35분      |
| MBC TV    | 2021년 1월 4일 ~ 2021년 1월 8일 [123회~127회] (본방송) | 매주 평일 저녁 7:10 ~ 7:50 | 40분      |
| MBC TV    | 2020년 6월 30일 ~ 2020년 7월 17일 [1회~14회] (재방송) | 매주 평일 아침 7:50 ~ 8:30 | 40분      |
| MBC TV    | 2020년 7월 20일 ~ 2021년 1월 11일 [15회~27회] (재방송) / [29회~31회] (재방송) / [33회~35회] (재방송) [37회~45회] (재방송) / [47회] (재방송) / [50회~61회] (재방송) [63회~85회] (재방송) / [87회~120회] (재방송) / [122회~127회] (재방송) | 매주 평일 아침 8:50 ~ 9:30 | 40분      |
| MBC TV    | 2020년 8월 6일 [28회] : 재방송 결방 | 매주 평일 아침 8:50 ~ 9:30 | 40분      |
| MBC TV    | 2020년 8월 12일 [32회] : 재방송 결방 | 매주 평일 아침 8:50 ~ 9:30 | 40분      |
| MBC TV    | 2020년 8월 18일 [36회] : 재방송 결방 | 매주 평일 아침 8:50 ~ 9:30 | 40분      |
| MBC TV    | 2020년 8월 27일 : 재방송 결방 | 매주 평일 아침 8:50 ~ 9:30 | 40분      |
| MBC TV    | 2020년 9월 2일 [46회] : 재방송 결방 | 매주 평일 아침 8:50 ~ 9:30 | 40분      |
| MBC TV    | 2020년 9월 3일 : 재방송 결방 | 매주 평일 아침 8:50 ~ 9:30 | 40분      |
| MBC TV    | 2020년 9월 7일 [48회] : 재방송 결방 | 매주 평일 아침 8:50 ~ 9:30 | 40분      |
| MBC TV    | 2020년 9월 8일 [49회] : 재방송 결방 | 매주 평일 아침 8:50 ~ 9:30 | 40분      |
| MBC TV    | 2020년 9월 25일 [62회] : 재방송 결방 | 매주 평일 아침 8:50 ~ 9:30 | 40분      |
| MBC TV    | 2020년 9월 30일 : 재방송 결방 | 매주 평일 아침 8:50 ~ 9:30 | 40분      |
| MBC TV    | 2020년 10월 1일 : 재방송 결방 | 매주 평일 아침 8:50 ~ 9:30 | 40분      |
| MBC TV    | 2020년 10월 2일 : 재방송 결방 | 매주 평일 아침 8:50 ~ 9:30 | 40분      |
| MBC TV    | 2020년 10월 9일 : 재방송 결방 | 매주 평일 아침 8:50 ~ 9:30 | 40분      |
| MBC TV    | 2020년 11월 4일 : 재방송 결방 | 매주 평일 아침 8:50 ~ 9:30 | 40분      |
| MBC TV    | 2020년 11월 5일 [86회] : 재방송 결방 | 매주 평일 아침 8:50 ~ 9:30 | 40분      |
| MBC TV    | 2020년 11월 9일 : 재방송 결방 | 매주 평일 아침 8:50 ~ 9:30 | 40분      |
| MBC TV    | 2020년 11월 17일 : 재방송 결방 | 매주 평일 아침 8:50 ~ 9:30 | 40분      |
| MBC TV    | 2020년 11월 18일 : 재방송 결방 | 매주 평일 아침 8:50 ~ 9:30 | 40분      |
| MBC TV    | 2020년 11월 24일 : 재방송 결방 | 매주 평일 아침 8:50 ~ 9:30 | 40분      |
| MBC TV    | 2020년 12월 11일 : 재방송 결방 | 매주 평일 아침 8:50 ~ 9:30 | 40분      |
| MBC TV    | 2020년 12월 25일 : 재방송 결방 | 매주 평일 아침 8:50 ~ 9:30 | 40분      |
| MBC TV    | 2021년 1월 1일 [121회] : 재방송 결방 | 매주 평일 아침 8:50 ~ 9:30 | 40분      |

## 재방송 시간 추가 편성
| 방송 채널 | 방송 기간                      | 방송 시간               | 방송 분량 |
| --------- | ------------------------------ | ----------------------- | --------- |
| MBC TV    | 2020년 7월 5일 [3회] 재방송)   | 일요일 아침 7:10 ~ 7:45 | 35분      |
| MBC TV    | 2020년 7월 5일 [4회] 재방송)   | 일요일 아침 7:45 ~ 8:20 | 35분      |
| MBC TV    | 2020년 7월 5일 [5회] 재방송)   | 일요일 아침 8:20 ~ 9:00 | 40분      |
| MBC TV    | 2020년 8월 28일 [42회] 재방송) | 금요일 아침 8:10 ~ 8:50 | 40분      |

## 제작진

### 연출
- 김용민 : ( M-net 9부작 미니시리즈 《스타 시크릿 라이프》(공동연출), E-Channel 목요 미니시리즈 《빅 히트》(공동연출), tvN 일일 드라마 《노란 복수초》(조연출), tvN 일일 드라마 《유리 가면》(공동연출), MBC 아침 드라마 《잘났어, 정말!》(공동연출), MBC 드라마넷 금토 미니시리즈 《태양의 도시》(조연출), MBC 아침 일일연속극 《훈장 오순남》(공동연출), MBC 일일 드라마 《비밀과 거짓말》(공동연출), MBC 저녁 일일연속극 《용왕님 보우하사》(공동연출) 등 연출 )

### 극본
- 서정

## 등장인물

### 주요 인물
- 심이영: 박복희 → 고복희 (34세) 역 (아역: 엄서현) - 이 드라마의 여주인공. 고충과 은임의 친딸, 은수&은하&은호 엄마 ,야채장수 → 신상그룹 신입 인턴 → 신상그룹 신사옥부 실장 → 백혈병 환자 → 드라마 작가, 시경의 아내
- 진예솔: 고상아 → 박상아 (34세) 역 - 이 드라마의 서브 여주인공이자 메인 악녀이며 최종 보스. 고충과 은임의 양딸, 복희와 인생이 뒤바뀐 여자, 상수의 교통사고를 낸 장본인. 신상그룹 전무 → 신상그룹 인턴사원 → SA컴퍼니[1] 대표 → 해임 → 투자자 → 수감자 → 환자[2] → 수배자 → 수감자
- 최성재: 장시경 (36세) 역 - 이 드라마의 남주인공. 죽은 상수의 친구, 신상그룹 법무팀 팀장, 복희의 첫사랑이자 연인 → 남편, 은수 은호 새아빠 은호 부
- 원기준: 기차반 (36세) 역 - 이 드라마의 중간 보스. 상아의 운전기사, 복희의 전남편이자 지애의 내연남 → 지애의 남편

### 복희 주변 인물
- 양혜진 : 심숙 역 - 복희의 계모, 현희의 친모, 코다리 집 운영 → 댄스학원 운영
- 박유하 : 박현희 역 - 복희의 의붓동생, 상아의 이복동생, 전직 간호사
- 최승훈 : 기은수 → 장은수 역 - 복희와 차반의 아들
- 권지민 : 기은하 → 장은하 역 - 복희와 차반의 딸, 5분 늦게 태어난 은수의 쌍둥이 동생

### 상아 주변 인물
- 이정길: 고충 역 - 상수와 상아의 아버지, 복희의 생부, 신상그룹 회장
- 김영란: 조은임 역 - 상수와 상아의 어머니, 복희의 생모
- 김민서: 임세라 역 - 상아의 딸, 은하의 같은 반 친구

### 신상그룹 직원들
- 전정로: 오주영 역 - 신상그룹 과장
- 남경민: 김도도 역 - 신상그룹 대리
- 정시훈: 이동윤 역 - 신상그룹 신입사원, 현희의 썸남

### 그 외 인물
- 한소영: 남지애 역 - 차반의 불륜녀, 아내 네일샵 운영 → 유튜버
- 오미연: 정영숙 역 - 시경의 어머니, 한그루 산부인과 원장, 복희와 상아를 바꾼 장본인, 은임의 옛 친구이자 원수, 치매 환자
- 강석정: 유정우 역 - 영숙의 수족, 상아의 조력자, 시경의 라이벌. 변호사 → 수배자 → 수감자
- 강운: 강태훈 역 - 요양병원장
- 백천기: 김 기사 역
- 김기섭: 신상그룹의 거래처 장인공정 관련자 역
- 김지원: 윤 비서 역 - 상아의 비서
- 이미윤: 심경자 역 - 한그루 산부인과 간호사 출신, 복희와 상아의 출생의 비밀을 알고 있는 인물
- 이창: 신상그룹 감사팀 직원 역
- 성정선: 왕 여사 역 - 명동의 큰 손
- 우상전: 황영달 역
- 강석원: 최형석 역 - 형사
- 장준호: 상아를 조사하는 검사 역
- 옥주리: 상아를 공원에서 목격한 아주머니 역
- 손선근: 시경 입원병원 담당 주치의 역
- 미상: 김중기 역 - 변호사
- 미상: 조유철 역 - 복희 입원병원 백혈병 담당 주치의
- 함희수: 아이 역
- 은예준: 아이 역
- 김시은: 여학생 역
- 박준희: 남학생 역
- 박선후: 남학생 역

### 특별 출연
- 안석환: 기신 역 - 차반의 아버지
- 주희재: 고상수 역 - 상아의 의붓오빠이자 복희의 친오빠, 교통사고로 사망
- 김정남: 상아와 은임을 납치하는 괴한 역 (11회)
- 최지연: 배은빈 역 - 복희와 공동 작업을 하게 된 선배 작가

## 시청률
아래의 파란색 숫자는 '최저 시청률'이고, 빨간색 숫자는 '최고 시청률'입니다. 시청률 조사 회사와 지역별로 차이가 있을 수 있습니다.
| 2020년      | 2020년      | 2020년         |
| 회차        | 방송일      | AGB 시청률     |
| 회차        | 방송일      | 대한민국(전국) |
| ----------- | ----------- | -------------- |
| 제1회       | 6월 29일    | 2.6%           |
| 제2회       | 6월 30일    | 1.9%           |
| 제3회       | 7월 1일     | 2.0%           |
| 제4회       | 7월 2일     | 1.7%           |
| 제5회       | 7월 3일     | 1.6%           |
| 제6회       | 7월 6일     | 2.5%           |
| 제7회       | 7월 7일     | 2.1%           |
| 제8회       | 7월 8일     | 2.4%           |
| 제9회       | 7월 9일     | 2.4%           |
| 제10회      | 7월 10일    | 2.2%           |
| 제11회      | 7월 13일    | 3.0%           |
| 제12회      | 7월 14일    | 2.9%           |
| 제13회      | 7월 15일    | 2.6%           |
| 제14회      | 7월 16일    | 2.4%           |
| 제15회      | 7월 17일    | 2.6%           |
| 제16회      | 7월 20일    | 2.8%           |
| 제17회      | 7월 21일    | 2.7%           |
| 제18회      | 7월 22일    | 3.0%           |
| 제19회      | 7월 23일    | 4.4%           |
| 제20회      | 7월 24일    | 3.2%           |
| 제21회      | 7월 27일    | 3.2%           |
| 제22회      | 7월 28일    | 3.3%           |
| 제23회      | 7월 29일    | 3.1%           |
| 제24회      | 7월 30일    | 3.0%           |
| 제25회      | 7월 31일    | 4.0%           |
| 제26회      | 8월 3일     | 3.5%           |
| 제27회      | 8월 4일     | 3.0%           |
| 제28회      | 8월 5일     | 3.5%           |
| 제29회      | 8월 6일     | 3.2%           |
| 제30회      | 8월 7일     | 3.6%           |
| 제31회      | 8월 10일    | 4.2%           |
| 제32회      | 8월 11일    | 3.7%           |
| 제33회      | 8월 12일    | 3.5%           |
| 제34회      | 8월 13일    | 4.2%           |
| 제35회      | 8월 14일    | 3.7%           |
| 제36회      | 8월 17일    | 3.9%           |
| 제37회      | 8월 18일    | 4.0%           |
| 제38회      | 8월 19일    | 4.2%           |
| 제39회      | 8월 20일    | 3.8%           |
| 제40회      | 8월 21일    | 4.8%           |
| 제41회      | 8월 24일    | 4.3%           |
| 제42회      | 8월 25일    | 4.6%           |
| 제43회      | 8월 27일    | 4.6%           |
| 제44회      | 8월 28일    | 4.4%           |
| 제45회      | 8월 31일    | 4.4%           |
| 제46회      | 9월 1일     | 4.9%           |
| 제47회      | 9월 3일     | 4.7%           |
| 제48회      | 9월 4일     | 4.9%           |
| 제49회      | 9월 7일     | 5.4%           |
| 제50회      | 9월 8일     | 5.5%           |
| 제51회      | 9월 9일     | 5.3%           |
| 제52회      | 9월 10일    | 5.3%           |
| 제53회      | 9월 11일    | 5.5%           |
| 제54회      | 9월 14일    | 5.2%           |
| 제55회      | 9월 15일    | 5.9%           |
| 제56회      | 9월 16일    | 6.1%           |
| 제57회      | 9월 17일    | 6.5%           |
| 제58회      | 9월 18일    | 5.9%           |
| 제59회      | 9월 21일    | 5.7%           |
| 제60회      | 9월 22일    | 5.7%           |
| 제61회      | 9월 23일    | 6.0%           |
| 제62회      | 9월 24일    | 6.2%           |
| 제63회      | 9월 25일    | 6.0%           |
| 제64회      | 9월 28일    | 5.6%           |
| 제65회      | 9월 29일    | 5.7%           |
| 제66회      | 10월 5일    | 6.1%           |
| 제67회      | 10월 6일    | 6.0%           |
| 제68회      | 10월 7일    | 6.4%           |
| 제69회      | 10월 8일    | 6.8%           |
| 제70회      | 10월 12일   | 6.5%           |
| 제71회      | 10월 13일   | 5.7%           |
| 제72회      | 10월 14일   | 5.9%           |
| 제73회      | 10월 15일   | 6.4%           |
| 제74회      | 10월 16일   | 6.4%           |
| 제75회      | 10월 19일   | 5.9%           |
| 제76회      | 10월 20일   | 5.8%           |
| 제77회      | 10월 21일   | 6.2%           |
| 제78회      | 10월 22일   | 6.3%           |
| 제79회      | 10월 23일   | 6.2%           |
| 제80회      | 10월 26일   | 6.3%           |
| 제81회      | 10월 27일   | 5.6%           |
| 제82회      | 10월 28일   | 6.1%           |
| 제83회      | 10월 29일   | 6.5%           |
| 제84회      | 10월 30일   | 7.1%           |
| 제85회      | 11월 2일    | 7.3%           |
| 제86회      | 11월 3일    | 7.0%           |
| 제87회      | 11월 5일    | 6.3%           |
| 제88회      | 11월 6일    | 6.5%           |
| 제89회      | 11월 10일   | 7.4%           |
| 제90회      | 11월 11일   | 6.1%           |
| 제91회      | 11월 12일   | 6.7%           |
| 제92회      | 11월 13일   | 6.7%           |
| 제93회      | 11월 16일   | 6.5%           |
| 제94회      | 11월 19일   | 7.1%           |
| 제95회      | 11월 20일   | 6.4%           |
| 제96회      | 11월 24일   | 6.6%           |
| 제97회      | 11월 25일   | 6.9%           |
| 제98회      | 11월 26일   | 6.9%           |
| 제99회      | 11월 27일   | 7.4%           |
| 제100회     | 11월 30일   | 7.7%           |
| 제101회     | 12월 1일    | 7.0%           |
| 제102회     | 12월 2일    | 6.8%           |
| 제103회     | 12월 3일    | 6.6%           |
| 제104회     | 12월 4일    | 7.2%           |
| 제105회     | 12월 7일    | 7.1%           |
| 제106회     | 12월 8일    | 7.2%           |
| 제107회     | 12월 9일    | 7.1%           |
| 제108회     | 12월 11일   | 6.9%           |
| 제109회     | 12월 14일   | 6.8%           |
| 제110회     | 12월 15일   | 7.1%           |
| 제111회     | 12월 16일   | 7.5%           |
| 제112회     | 12월 17일   | 7.6%           |
| 제113회     | 12월 18일   | 7.0%           |
| 제114회     | 12월 21일   | 7.3%           |
| 제115회     | 12월 22일   | 7.5%           |
| 제116회     | 12월 23일   | 7.0%           |
| 제117회     | 12월 24일   | 7.4%           |
| 제118회     | 12월 28일   | 7.7%           |
| 제119회     | 12월 29일   | 7.3%           |
| 제120회     | 12월 30일   | 7.7%           |
| 제121회     | 12월 31일   | 7.7%           |
| 2021년      |             |                |
| 제122회     | 1월 1일     | 7.7%           |
| 제123회     | 1월 4일     | 7.0%           |
| 제124회     | 1월 5일     | 7.3%           |
| 제125회     | 1월 6일     | 7.4%           |
| 제126회     | 1월 7일     | 7.4%           |
| 제127회     | 1월 8일     | 8.2%           |
| 평균 시청률 | 평균 시청률 | 5.4%           |

## 결방 사유 및 연장
- 2020년 8월 26일 : 《특집 MBC 뉴스데스크》 대체 편성으로 인한 결방.
- 2020년 9월 2일 : 《특집 MBC 뉴스데스크》 대체 편성으로 인한 결방.
- 2020년 9월 30일 : 《MBC 뉴스데스크》 편성으로 인한 결방.
- 2020년 10월 1일 : 《MBC 뉴스데스크》 편성으로 인한 결방.
- 2020년 10월 2일 : 《MBC 뉴스데스크》 편성으로 인한 결방.
- 2020년 10월 9일 : 《MBC 뉴스데스크》 편성으로 인한 결방.
- 2020년 11월 4일 : MBC 스포츠 2020년 KBO 리그 준플레이오프 1차전 LG 트윈스 VS 두산 베어스 중계방송 편성으로 인한 결방.
- 2020년 11월 9일 : MBC 스포츠 2020년 KBO 리그 플레이오프 1차전 두산 베어스 VS KT 위즈 중계방송 편성으로 인한 결방.
- 2020년 11월 17일 : MBC 스포츠 2020년 KBO 리그 한국시리즈 1차전 두산 베어스 VS NC 다이노스 중계방송 편성으로 인한 결방.
- 2020년 11월 18일 : MBC 스포츠 2020년 한국시리즈 2차전 두산 베어스 VS NC 다이노스 중계방송 편성으로 인한 결방.
- 2020년 11월 23일 : MBC 스포츠 2020년 한국시리즈 5차전 두산 베어스 VS NC 다이노스 중계방송 편성으로 인한 결방.
- 2020년 12월 10일 : 《백파더 요린이 레시피》 대체편성과, 《대한민국 탄소 중립 선언》 중계방송 편성으로 인한 결방.
- 2020년 12월 25일 : 《나 혼자 산다 스페셜》 편성으로 인한 결방.
- 찬란한 내 인생 방영 분량이 120부작에서 7회 연장되어 127부작으로 변경 및 확정되었다.
  - 결방 개수: 13개

## 수상 및 후보
| 연도 | 시상식                         | 부문                        | 수상자 | 결과 |
| ---- | ------------------------------ | --------------------------- | ------ | ---- |
| 2020 | MBC 연기대상                   | 황금 연기상                 | 심이영 | 수상 |
| 2020 | 제7회 아시아태평양 스타 어워즈 | 연속극 부문 여자 우수연기상 | 심이영 | 수상 |

## 참고 사항
- 훈장 오순남, 비밀과 거짓말, 용왕님 보우하사 등 MBC 일일 드라마 공동 연출을 담당했던 김용민 PD가 처음으로 메인 연출을 맡게 되는 작품이다.
- 오미연, 김용민 PD는 MBC 일일 드라마 《용왕님 보우하사》 때의 인연으로 한 번 더 의기투합하게 되었다.
- 권지민, 원기준은 SBS 아침 드라마 《강남 스캔들》에 이어 1년 1개월 만에 다시 부녀 관계로 호흡을 맞추게 되었다.
- 원기준, 이정길은 KBS 2TV 아침 드라마 《두근두근 달콤》, MBC 아침 드라마 《언제나 봄날》에 이어서 세 번째로 호흡을 맞추게 되었다.
- 김영란, 진예솔, 손선근은 MBC 아침 드라마 《사랑했나봐》에 이어서 두 번째로 호흡을 맞추게 되었다.
- 권지민, 이정길은 KBS 2TV 월화 드라마 《상어》 이후 7년 만에 재회하였다.
- 최성재, 최승훈은 KBS 2TV 일일 드라마 《태양의 계절》, KBS 2TV 수목 드라마 《왜그래 풍상씨》에 이어 세 번째로 호흡을 맞추게 되었다.